# Bottlenberg (Adelsgeschlecht)

Stammwappen derer von dem Bottlenberg

Bottlenberg ist der Name eines alten bergischen und später westfälischen Adelsgeschlechts. Die ersten Generationen der Herren von dem Bottlenberg waren Ministeriale des ersten Grafenhauses von Berg. Das Geschlecht hatte die Erbkämmererwürde der gefürsteten Abtei Essen inne.

## Namensursprung
Zum Namensursprung wurden in der Vergangenheit verschiedene Theorien veröffentlicht. 1859 stellte Ernst Heinrich Kneschke fest, dass „ein Hofe Bottlenberg bei Opladen“ der Stammsitz gewesen sei. Dieser habe bereits 1189 Hermann I. (von Bottlenberg) gehört, was aus der 1189er Urkunde jedoch nicht abgeleitet werden kann. 1878 schrieb Anton Fahne von Kneschke ab. Auch er nannte als Stammsitz einen „Hof Bottlenberg bei Opladen“. Gustav Boddenberg dagegen berichtete 1937 von einem „Gut Boddenberg“ im Kirchspiel Steinbüchel als Stammsitz. Johann von Lülsdorff wiederum stellte 1949 fest, dass die Familie Boddlenberg, als eine der ältesten Bergischen ritterlichen Familien ihren Stammsitz im Amt Miselohe hatte, ohne den Ort genauer zu spezifizieren. Robert Steimel brachte 1953 eine neue Theorie ein, wonach es ein „Stammhaus Bottlenburg bei Elberfeld“ (mutmaßlich Boltenberg) gegeben habe, was 1956 Eingang in das Genealogische Handbuch des Adels fand, das dieser Darstellung auch 1974 noch folgte. Kurt Niederau tat diese Theorie 1976 als „Fantasie“ ab. Darüber hinaus findet sich häufig die Angabe, dass der namensgebende Sitz ein Haus Bodlenberg bei Hackhausen in Solingen gewesen sei. Diese Theorie wurde von Niederau aufgrund des fehlenden Alters des Hauses abgelehnt.
Die jüngste Veröffentlichung von Ahlemann folgt  der Vermutung, dass Boddenberg in Leverkusen-Steinbüchel der Stammsitz gewesen ist, da Boddenberg nur ca. zwei Kilometer von der ersten Stammburg der Grafen von Berg, Burg Berge, entfernt liegt. Dies sei auch eine Erklärung für die sehr frühe, enge Verbindung zwischen den Herren von Bottlenberg und dem ersten bergischen Grafenhaus.

## Geschichte
Das Geschlecht erscheint erstmals im Jahr 1189 mit Hermannus de Bodelenberch, Ministerialer des Grafen von Berg. Bereits im 14. Jahrhundert bildeten sich zwei Linien: genannt Kessel und genannt Schirp.
Die Schirp-Linie erscheint mit Adolphs dictus Schirp im Jahr 1318. Die sichere Schirp-Stammfolge beginnt mit Heinrich von Bottlenberg gen. Schirp, der ab 1349 nachweisbar ist. Die Schirp-Linie blüht noch heute. 1954 adoptierte das Ehepaar Franz Freiherr von dem Bottlenberg gen. von Schirp, auf Baldeney, und Maria von Landsberg-Velen in Essen Heidenreich Freiherr von Landsberg-Velen. Adelsrechtlich unbeanstandet ist die in der Folge von diesem Landsberger Zweig geführte Namensform Freiherr von dem Bottlenberg-Landsberg.
Die Kessel-Linie besaß ab 1313 ein Gut in Serm und pachtete in der Nachbarschaft spätestens ab 1349 einen Hof auf dem Berge (heute: Gut Kesselsberg) in Huckingen. Der Beiname Kessel ist ab 1391 nachweisbar. Weitere (zwischenzeitliche) Besitzungen der Kessel-Linie waren etwa Haus Bavier, Schloss Hackhausen, Schloss Caspersbroich oder Schloss Neuenhof. Die Kessel-Linie starb 1824 im Mannesstamm aus. Kurz darauf erhielt Julius von dem Bussche-Ippenburg aus dem Adelsgeschlecht Bussche, adoptierter von dem Bottlenberg gen. Kessel, am 3. Mai 1825 die preußische Namens- und Wappenvereinigung mit den ausgestorbenen Herren von dem Bottlenberg gen. Kessel und wurde am 15. Oktober 1840 in den preußischen Grafenstand erhoben. Aus dem Erbe der Familie Bottlenberg-Kessel kam Schloss Neuenhof in den Besitz der Bussche-Ippenburg, deren Zweig sich nun von dem Bussche-Ippenburg gen. von Kessell nannte. 1830 wurde für das Gesamtgeschlecht eine preußische Anerkennung des Freiherrnstandes erwirkt.
Bis heute ist weder die genaue verwandtschaftliche Beziehung zwischen den beiden Linien, noch die Herkunft der Beinamen Kessel und Schirp geklärt. Anton Fahne erfand für Kessel einen Hof bei Düsseldorf und postulierte für Schirp einen gleichnamigen Stammsitz bei Solingen (Haus Schirpenbruch). Eine andere, aber ebenfalls nicht sicher belegbare Deutung von Kurt Niederau ist die, dass Schirp für eine Scherbe steht, die aus einem Ganzen (Kessel) herausgebrochen wurde. Schirp stünde danach für eine nachgeborene oder Bestardlinie, Kessel für die Stammlinie.

## Wappen
Das Stammwappen zeigt in Silber einen schwarzen Doppelzinnenbalken. Auf dem Helm mit schwarz-silbernen Decken der Rumpf eines rot bezungten, silbernen Bracken wachsend, mit gezinntem Balken des Schildes als Halsband (oder zusätzlich zu einem goldenen Halsband).

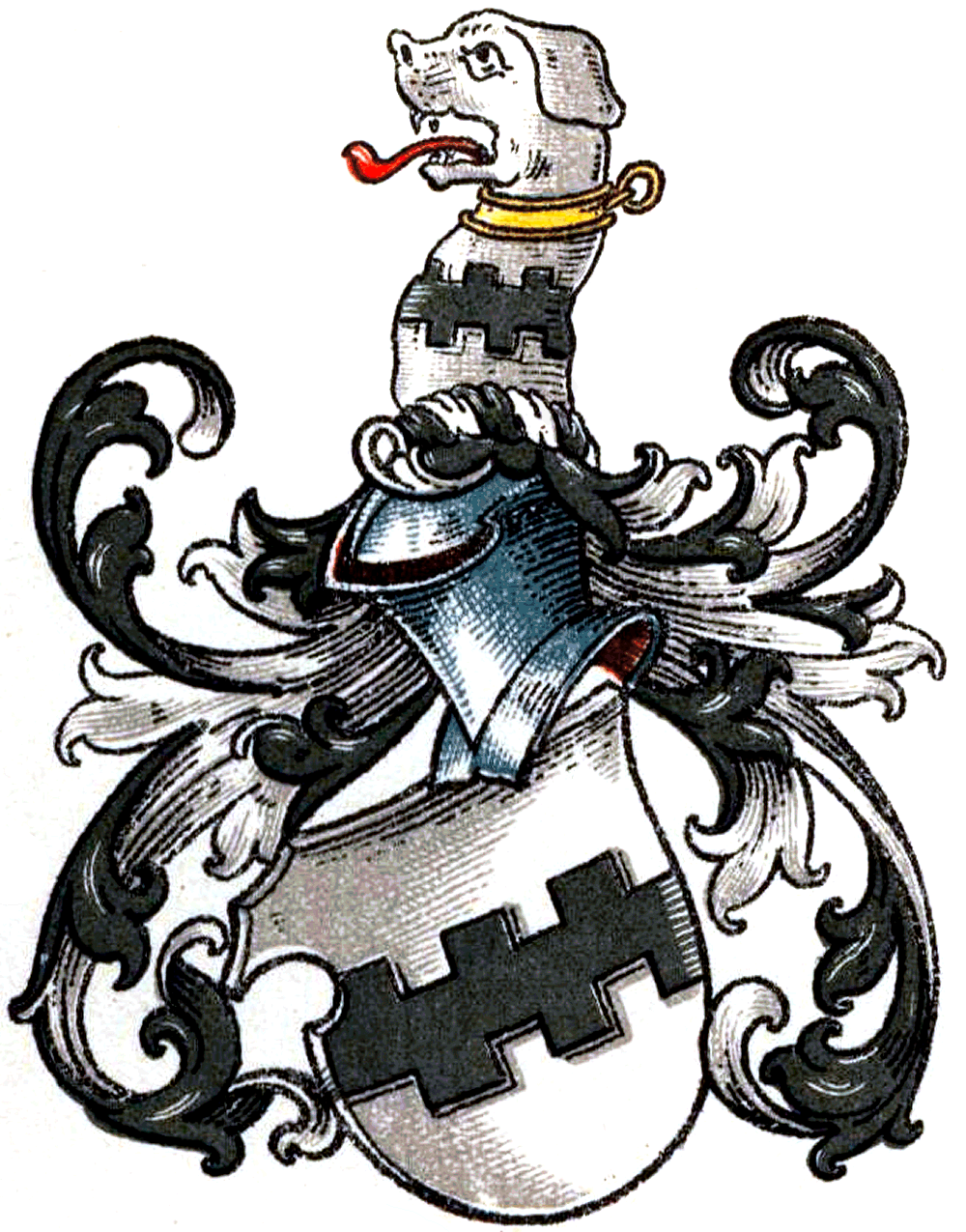
Stammwappen derer von dem Bottlenberg im Wappenbuch des westfälischen Adels
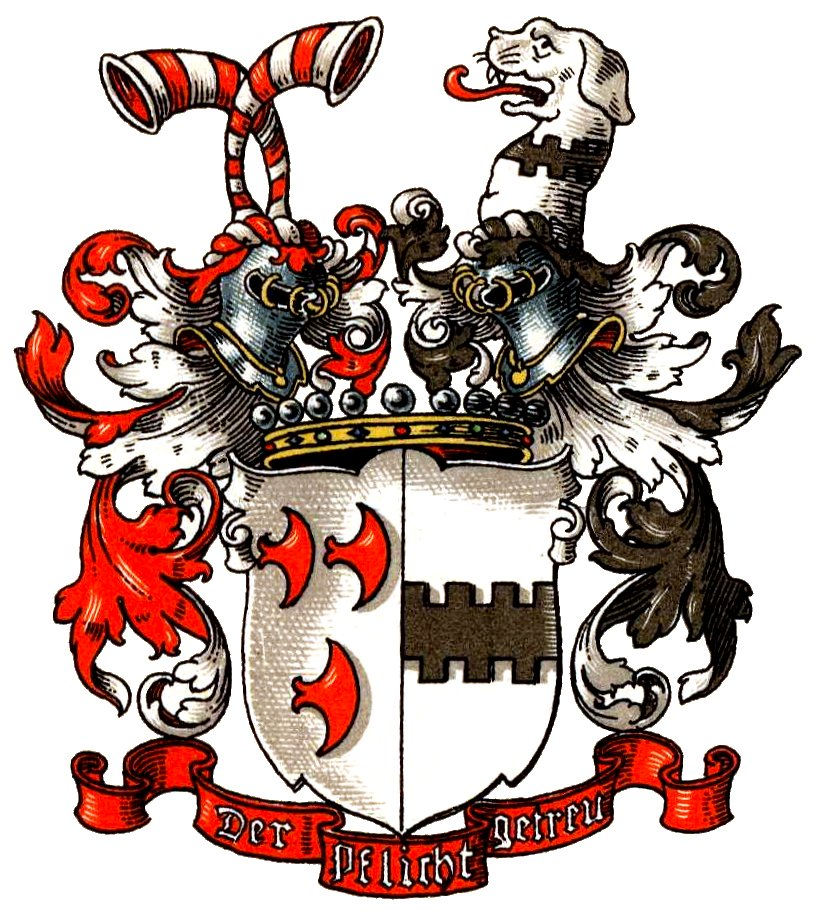
Wappen der Grafen von dem Bussche-Ippenburg gen. von Kessel bei Spießen

Das Wappen weist die von dem Bottlenberg ebenso wie die von Nesselrode, die Quadt und die für das 13. Jahrhundert bezeugten von Opladen als Vasallen des ersten bergischen Grafenhauses aus, das zwei oder mehr schwarze Doppelzinnenbalken in Silber führte und 1225 ausstarb.

## Persönlichkeiten
- Engelbert (III.) von dem Bottlenberg (urkundl. 1297–1318), Vogt der Abtei Siegburg
- Sibert von dem Bottlenberg gen. Kessel (urkundl. 1429–1434), Amtmann in Ratingen
- Dietrich von dem Bottlenberg gen. Kessel (urkundl. 1418–1466), Schultheiß des Stifts Gerresheim
- Mechtildis von dem Bottlenberg gen. Schirp († 1533), 1515–1532 Äbtissin des Zisterzienserinnenklosters Saarn
- Eberhard von dem Bottlenberg gen. Kessel (urkundl. 1639–1684, 1689†), 1639 Amtmann im Amt Elberfeld
- Sophie Charlotte von Bottlenberg, 1717–1748 Äbtissin des Stifts Keppel
- Johanna Alexandrina Elisabeth von dem Bottlenberg gen. Kessel, um 1754 Äbtissin des Stifts Herdecke

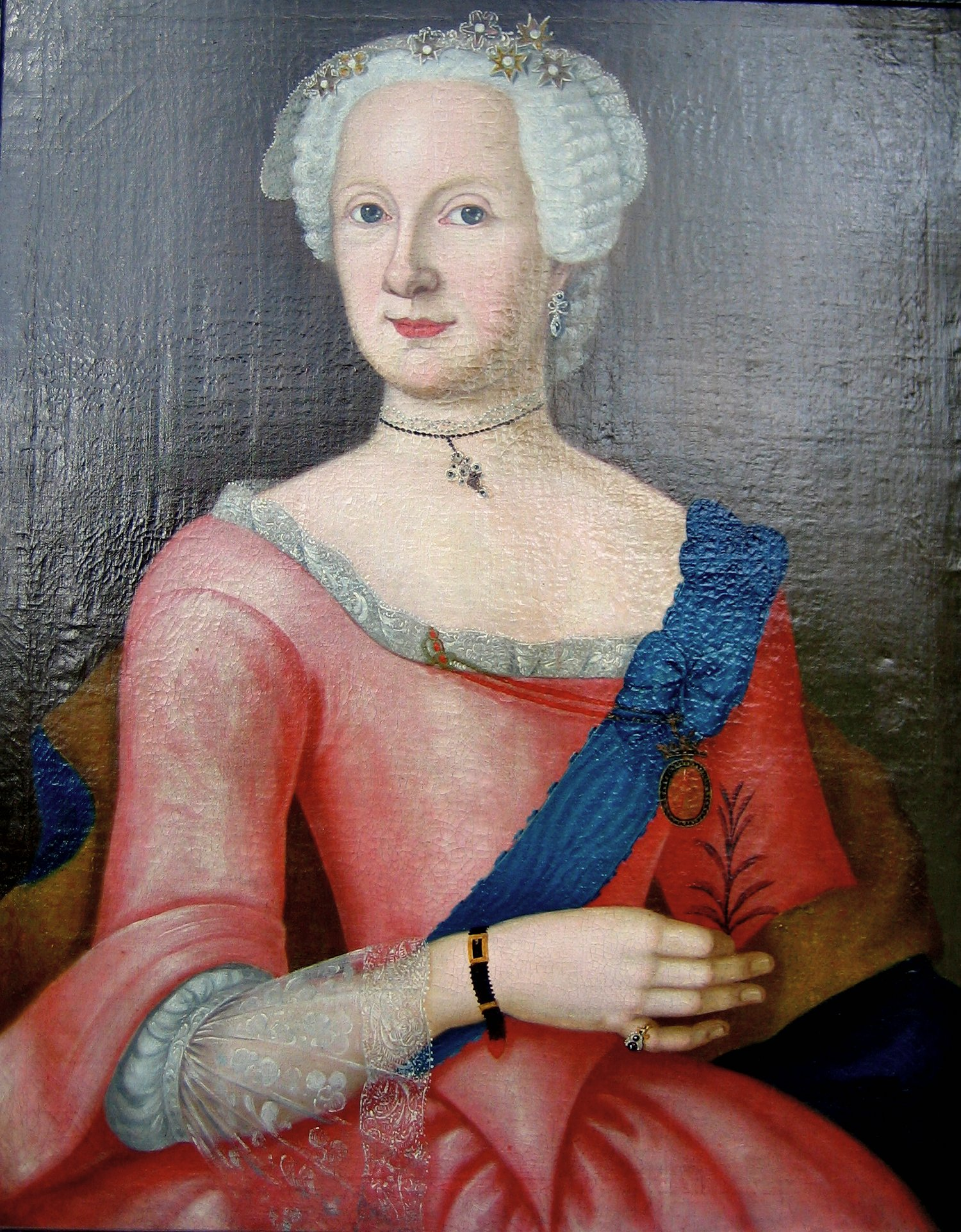
Anna Christine Katharina von dem Bottlenberg, 1753–1776, Äbtissin des Klosters Elsey

- Anna Christine Katharina von dem Bottlenberg, 1753–1776, Äbtissin des Klosters ElseyAnna Christine Katharina von dem Bottlenberg gen. Kessel, 1753–1776 Äbtissin des Klosters Elsey
- Amalie Dorothea Elisabeth von dem Bottlenberg gen. Kessel, 1776–1797 Äbtissin des Klosters Elsey
- Franz Arnold Alexander Freiherr von dem Bottlenberg gen. Schirp, 1808–1822 Bürgermeister in Kettwig
- Alexander Heinrich von dem Bottlenberg gen. von Schirp (sen.), (1773–1824), 1811–1819 Bürgermeister in Werden
- Alexander Heinrich von dem Bottlenberg gen. von Schirp (jr.), (1814–1887), 1851–1886 Bürgermeister in Werden
- Maria Theodora Freifrau von dem Bottlenberg-Landsberg (* 1930), Germanistin, Tochter von Karl Ludwig Freiherr von und zu Guttenberg
- Frank Freiherr von dem Bottlenberg, Schauspieler (Peterchen im deutschen Fernsehfilm Peterchens Mondfahrt)
- Cornelia Freifrau von dem Bottlenberg (* 1951), Schauspielerin (Anneliese im deutschen Fernsehfilm Peterchens Mondfahrt) und Sängerin (Mitgründerin der Band Cora)